# Phyllophaga polyphylla
Phyllophaga polyphylla är en skalbaggsart som beskrevs av Bates 1888. Phyllophaga polyphylla ingår i släktet Phyllophaga och familjen Melolonthidae. Inga underarter finns listade i Catalogue of Life.